# USS Tang (SSN-805)
El USS Tang (SSN-805) será el cuarto submarino nuclear de ataque de la clase Virginia Bloque V de la Armada de los Estados Unidos.

## Construcción
Fue ordenada su construcción a General Dynamics Electric Boat de Groton, Connecticut; el 12 de febrero de 2019.
El 17 de noviembre de 2020 el secretario de la Armada Kenneth J. Braithwaite anunció el nombre USS Tang para el SSN-805. Será el tercer buque en llevar este nombre, luego de los SS-306 y SS-563.